# Риверсайдская церковь
Ри́верса́йдская церковь (англ. Riverside Church) — межконфессиональная церковь в районе Морнингсайд-Хайтс в Верхнем Манхэттене. Церковь ограничена улицами Риверсайд-драйв, Клермонт-авеню и 120-й и 122-й улицами.

## История
В 1926 году Центральная пресвитерианская церковь, расположенная на пересечении Парк-авеню и 64-й улицы, объявила о планах возвести новую церковь на берегу Гудзона неподалёку от Колумбийского университета. Проект церкви был разработан архитектурным объединением Allen, Pelton & Collens при поддержке Джона Рокфеллера младшего. В поисках вдохновения архитекторы объездили Испанию и Францию, выбрав в конечном итоге готический Шартрский собор XIII века на северо-западе Франции. Первый камень был заложен в 1927 году. В конце 1928 года на стройке произошёл крупный пожар, в результате чего выгорели деревянные леса и частично обрушилась каменная облицовка. В 1930 году строительство было завершено. Первая служба в церкви прошла 5 октября того же года. 
Первым настоятелем церкви был видный церковный деятель первой половины XX века Гарри Эмерсон Фосдик.
C 1977 года по 1987 год настоятелем церкви был известный противник Вьетнамской войны и борец за мир Уильям Слоун Коффин.

## Архитектура
Неф церкви расположен в северной части, его высота составляет примерно 30 метров. Длиной 65 и шириной 27 метров, он вмещает 2500 человек. В апсиде насчитывается семь секций, выполненных из белого канского камня. В секциях имеются витражи. Всего же в церкви насчитывается 51 витраж. Внешняя стена нефа облицована индианским известняком и усилена остроконечными контрфорсами. В сводах между ними расположены окна-розы.
За основу оформления центрального входа взято оформление портала Шартрского собора. В его тимпане вокруг восседающей статуи Иисуса расположены тетраморфы. В концентрических углублениях вокруг этой композиции высечены фигуры 42 выдающихся учёных, философов и религиозных деятелей своего времени. У входа в клуатр со стороны Клермонт-авеню установлены три фигуры, представляющие Веру, Надежду и Милосердие.
Над центральным входом возвышается башня высотой 119,5 метров, которая делает Риверсайдскую церковь высочайшей в США. Башня насчитывает 22 этажа, в которых расположены жилые и служебные помещения, а также воскресная школа. Помимо этого, в башне имеется карильон, который Рокфеллер посвятил своей матери, Лоре Спелман. Он включает в себя 74 колокола, самый массивный из которых весит 20 тонн. Этот карильон является одним из самых больших в мире. Над карильоном расположена обзорная площадка. Башню венчает красный габаритный маяк.
В церкви имеется орган производства компании Hook & Hastings. В нём насчитывается 11 160 труб. С 1946 по 1965 год должность титулярного органиста занимал выдающийся исполнитель Вирджил Фокс.
- Вид на башню с Клермонт-авеню в апреле 2012 года
- Неф
- Центральный вход